# Get on Your Boots
Get on Your Boots è il primo singolo tratto da No Line on the Horizon, il dodicesimo LP da studio del gruppo musicale irlandese degli U2. La canzone è descritta come un brano blues molto roccheggiante.

## Storia del brano
Una prima versione bootleg del brano era stata postata in anticipo su YouTube, durante le sessioni di registrazione in Francia, successivamente rimossa dal sito su richiesta dell'etichetta Universal Records. I mass media hanno riportato nell'agosto del 2008 che il titolo del brano fosse Sexy Boots, e soltanto in seguito è stato corretto in Get Your Boots On ed alla fine Get on Your Boots.
Get on Your Boots era stato programmato per l'anteprima radiofonica durante la trasmissione The Colm & Jim-Jim Breakfast Show della stazione radio RTÉ 2fm alle 8:10 del 19 gennaio 2009. Tuttavia, dopo che il brano era stato diffuso su internet, iTunes Store ha reso disponibile il download di Get On Your Boots un'ora prima della première radiofonica. Il CD singolo è stato immesso in commercio il 16 febbraio 2009.

## Il video
Il video musicale prodotto per Get On You Boots è stato diretto da Alex Courtes, che in precedenza aveva co-diretto Vertigo e City of Blinding Lights. Il video è stato diretto a Londra ed è stato presentato in anteprima il 6 febbraio sul sito dell'Irish Independent, dopo esser stato più volte posticipato.

## Formazione

### U2
- Bono - voce
- The Edge - chitarra, cori
- Adam Clayton - basso
- Larry Mullen Jr. - batteria, percussioni

### Altri Musicisti
- Terry Lawless - tastiera
- Sam O'Sullivan - percussioni aggiuntive

## Tracce
Digital download
1. Get on Your Boots - 3:24

2-track CD single
1. Get on Your Boots - 3:24
2. No Line on the Horizon 2 - 4:05

3-track CD single
1. Get on Your Boots - 3:24
2. No Line on the Horizon 2 - 4:05
3. Get on Your Boots - video

## Classifiche
| Classifica (2009)              | Posizione più alta |
| ------------------------------ | ------------------ |
| Australia                      | 26                 |
| Belgio                         | 19                 |
| Canada Hot 100                 | 3                  |
| Canada Airplay                 | 1                  |
| Nuova Zelanda                  | 20                 |
| Svezia                         | 8                  |
| Irlanda                        | 1                  |
| Italia                         | 4                  |
| US AAA National Airplay        | 1                  |
| US Billboard Hot 100           | 37                 |
| US Billboard Alternative Songs | 5                  |
| US Billboard Pop 100           | 40                 |